# 盖尔·图古德
盖尔·图古德（英語：Gayle Toogood，？—），澳大利亚女子赛艇运动员。她曾代表澳大利亚参加1986年英联邦运动会赛艇比赛，获得女子轻量级四人单桨无舵手银牌。